# Gaudete

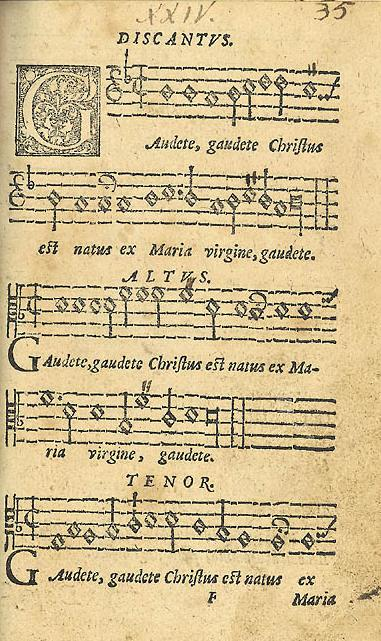
The first page of Gaudete in the original version of the Piae Cantiones

Gaudete ( Inglês /ɡɔːˈdiːtiː/ gaw-DEE-tee ou Inglês /ɡaʊˈdeɪteɪ/ gow-DAY-tay, Ecclesiastical Latin : [ɡau̯ˈdete] ; "regozije-se [ ye ] " em latim )  é uma canção sagrada de Natal, que se acredita ter sido composta no século XVI. Foi publicado em Piae Cantiones, uma coleção de canções sagradas finlandesas/suecas publicadas em 1582. Nenhuma música é fornecida para os versos, mas a melodia padrão vem de livros litúrgicos mais antigos.
O texto latino é uma típica canção medieval de louvor, que segue o padrão padrão da época – uma série uniforme de estrofes de quatro versos, cada uma precedida por um refrão de dois versos (no início da canção inglesa isso era conhecido como burden). As canções de natal podiam ser sobre qualquer assunto, mas geralmente eram sobre a Virgem Maria, os santos ou temas natalinos.

## Texto
O texto completo de " Gaudete ", incluindo o refrão:
| Latin                                                                          | Inglês |
| ------------------------------------------------------------------------------ | --- |
| Gaudete, gaudete! Christus est natus Ex Maria virgine, gaudete!                | Alegrem-se, alegrem-se! Cristo nasceu Da Virgem Maria – Alegrem-se!                                        |
| Tempus adest gratiæ Hoc quod optabamus, Carmina lætitiæ Devote reddamus.       | Chegou a hora da graça O que desejamos; Canções de alegria Retribuamos fielmente.                          |
| Deus homo factus est Natura mirante, Mundus renovatus est A Christo regnante.  | Deus tornou-se homem, Com a natureza maravilhada, O mundo foi renovado Pelo Cristo reinante.               |
| Ezechielis porta Clausa pertransitur, Unde lux est orta Salus invenitur.       | O portão fechado de Ezequiel é atravessado, de onde a luz nasce; A salvação foi encontrada.                |
| Ergo nostra contio Psallat iam in lustro; Benedicat Domino: Salus Regi nostro. | Portanto, deixe nossa assembléia Agora cantar com brilho Que ela abençoe o Senhor: Saudações ao nosso Rei. |

## Gravações
- O grupo britânico de folk rock Steeleye Span fez um sucesso em 1973 (nº 14, parada de singles do Reino Unido) com uma gravação a cappella da música. O guitarrista Bob Johnson ouviu a música quando compareceu a um culto de canções folclóricas com seu sogro em Cambridge, e chamou a atenção do resto da banda. (Ao contrário da versão do álbum, que aumenta lentamente e diminui lentamente, o single estava no mesmo volume durante toda a duração da música.) Este single é um dos três maiores sucessos britânicos a serem cantados totalmente em latim (os outros foram gravações de "Pie Jesu" do Requiem de Andrew Lloyd Webber; primeiro por Sarah Brightman e Paul Miles-Kingston em 1986, em segundo lugar como um golpe menor por Charlotte Church, de 12 anos, em 1998). Em 1975, Mike Oldfield alcançou o top 10 com " In Dulci Jubilo ", mas essa música latina foi tocada como instrumental. "Oh What a Circus" do musical Evita de 1976, e um single de sucesso interpretado por David Essex, inclui um canto coral em latim, baseado no hino católico " Salve Regina ". "Gaudete" também é uma das poucas apresentações a cappella que se tornaram singles de sucesso. (Outros exemplos notáveis são " Only You " e a música-título para a adaptação televisiva de Porterhouse Blue de Tom Sharpe cantada pelos Flying Pickets, " After the Gold Rush ", cantada por Prelude, " Don't Worry, Be Happy " de Bobby McFerrin e " Caravan of Love ", cantada pelos Housemartins.) Quando "Gaudete" foi apresentada no Top of the Pops, a trupe de dança residente entrou no set em vestes de estilo medieval, segurando velas, seguida pelos membros do Steeleye Span.

### Década de 1980
- Pertti Neumann, um cantor e compositor finlandês e vocalista do grupo pop-rock dos anos 1980 Dingo gravou uma versão de "Gaudete" para seu primeiro álbum solo Albion, lançado em 1986. Os vocais solo de soprano de menino foram fornecidos por Niko Haukkala do coro Cantores Minores.

### Década de 1990
- O conjunto vocal britânico King's Singers gravou "Gaudete" para seu álbum A Little Christmas Music de 1990.
- A Boston Camerata, sob a direção de Joel Cohen, gravou uma versão de "Gaudete" intitulada "Gaudete, Gaudete" para o álbum de dezembro de 1985 , A Renaissance Christmas .
- Um arranjo com o Coro do Clare College Cambridge, acompanhado por um conjunto de violoncelos, flauta doce e tabor medieval sob a direção de Geoffrey Simon, foi gravado em 1996 para um CD intitulado A Cello Christmas pelo selo Cala Records.
- O grupo coral irlandês Anúna cantou "Gaudete" em seu CD de 1996, Omnis, com um solo do vencedor do Eurovision Song Contest (1996), Eimear Quinn.
- Em 1997, foi gravado pelo grupo vocal feminino Mediæval Bæbes como parte de sua gravação clássica número 2 em vendas, Salva Nos, e também em sua gravação temática de Natal Mistletoe and Wine (2003).
- Em 1999, a harpista Kim Robertson ofereceu uma versão da música em seu disco The Spiral Gate.
- Em 1999, uma versão de El Duende foi incluída no álbum de compilação da Projekt Records, Excelsis Vol. 2: a winter's song.

### Anos 2000
- Um grupo de frades dominicanos com sede em Cracóvia, Polônia, gravou uma versão coral de "Gaudete" para seu álbum de 2004 Jezu, Śliczny Kwiecie (Jesus, Oh Lovely Flower), lançado sob o nome de Bracia dominikanie (Irmãos Dominicanos).

- O coro masculino britânico Libera gravou "Gaudete" em seu álbum Luminous de 2001 e cantou a música no DVD Aled's Christmas Carols de Aled Jones em 2008. Libera também incluiu esta música em pelo menos 3 álbuns de Natal, em 2011, 2013 e 2019.
- Uma versão usando um solista masculino foi lançada no CD e DVD Celtic Origins (2007) de Anúna e foi transmitida nos EUA em 2007–2008 na PBS.
- Tenebrae lançou uma versão arranjada por Karl Jenkins, tanto com percussão quanto uma versão pura a cappella em outubro de 2004 no álbum Gaudete.
- A banda alemã de rock medieval Schelmish cantou "Gaudete" em seu álbum de 2006 Mente Capti.
- Chris Squire e um coro gravaram uma versão rock no álbum de Natal de 2007, Chris Squire's Swiss Choir.

### Anos 2010
- O grupo coral Anúna incluiu a música em um arranjo de Michael McGlynn no especial da PBS Television Anúna: Celtic Origins e o lançamento do CD de mesmo nome (2007).
- "Gaudete" foi gravada a cappella por Pure Reason Revolution como faixa bônus de Natal em seu EP, "Valor" (2011).
- A banda britânica de rock alternativo Cauda Pavonis incluiu uma gravação de "Gaudete" em seu EP de Natal de 2012, intitulado Saturnalia.
- O grupo irlandês Celtic Thunder gravou "Gaudete" em seu álbum de 2013, Christmas Voices.
- Em 28 de outubro de 2013, o grupo britânico de synthpop Erasure lançou sua versão eletrônica de "Gaudete" como o primeiro single de seu álbum com tema natalino Snow Globe. Sua versão alcançou o Top 30 na parada de singles indie do  Reino Unido e o Top 40 na parada de dança da Billboard. [1]
- Serpentyne gravou uma versão ambiente/rock em seu CD Myth & Muses de 2014.
- Paul's Cathedral Choir incluiu a música em seu álbum de Natal de 2015 "Carols with St. Paul's Cathedral Choir" sob o diretor Andrew Carwood.
- As Irmãs Dominicanas de Maria, Mãe da Eucaristia incluíram uma versão coral tradicional de "Gaudete" em seu álbum de 2017, "Jesu, Joy of Man's Desiring: Christmas with the Dominican Sisters of Mary".
- O grupo feminino de acapella Papagena cantou uma versão 'funky upbeat' de Gaudete na turnê The Darkest Midnight em dezembro de 2017 e a lançou no álbum homônimo no início de 2018.

### Anos 2020
- O grupo de música celta Runa incluiu uma versão animada da música em um arranjo de Brightest and Best, Gaudete e Noel Nouvelet em seu álbum em CD de 2020, "The Tide of Winter".
- Sam Battle of Look Mum No Computer reorganizou a música para ser tocada em um conjunto de sintetizadores analógicos modulares como parte de uma compilação electro 2022 Christmas Carol.